# ثعلبية ركبية
الثعلبية الركبية أو ثعلبية المستنقعات نوع نباتي عشبي من جنس الثعلبية، ينتمي إلى الفصيلة النجيلية، واسمه العلمي (باللاتينية: Alopecurus geniculatus) و(بالإنجليزية: Marsh Foxtail)‏.

## الموئل والانتشار
موطنه الأصلي أوروبا وآسيا وأمريكا الشمالية.

## الوصف النباتي
النبات عشبة معمرة. ينمو النبات بشكل حزم يصل ارتفاعها إلى 60 سم. طول الورقة من 8-12 سم. النورة سنبلة كثيفة ارتفاعها من 6 إلى 7 سم. لون المآبر أصفر مغبر إلى برتقالي.

رسم توضيحي لنبات الثعلبية الركبية (إلى اليمين) وثعلبية المروج إلى اليسار

## المرادفات
Alopecurus australis Nees *
- Alopecurus pallescens Piper
- Alopecurus paludosus Crantz
- Alopecurus palustris subsp. geniculatus (L.) Syme ex Sowerby
- Tozzettia geniculata (L.) Bubani